# Styloleptus infuscatus
Styloleptus infuscatus là một loài bọ cánh cứng trong họ Cerambycidae.